# Platinum Games
Platinum Games, Inc. (プラチナゲームズ株式会社 Purachina Gēmuzu kabushiki gaisha?), stiliserat PlatinumGames, är en japansk datorspelsutvecklare. Företaget grundades den 1 augusti 2006 under namnet Seeds, Inc. av nyckelmedlemmarna i Capcoms nedlagda studio Clover Studio: Shinji Mikami, Atsushi Inaba och Hideki Kamiya. Flera andra personer som har arbetat på Clover Studio arbetar numera på Platinum Games.

## Spel
- Madworld (2009, Wii)
- Infinite Space (2009, Nintendo DS)
- Bayonetta (2009, Playstation 3, Xbox 360, Wii U[a])
- Vanquish (2010, Playstation 3, Xbox 360)
- Anarchy Reigns (2012, Playstation 3, Xbox 360)
- Metal Gear Rising: Revengeance (2013, Playstation 3, Xbox 360, Microsoft Windows[b])
- The Wonderful 101 (2013, Wii U)
- Bayonetta 2 (2014, Wii U)
- The Legend of Korra (2014, Playstation 3, Playstation 4, Xbox 360, Xbox One, Microsoft Windows)[3]
- Angel Land (2015, webbläsare)[4]
- Transformers: Devastation (2015, Playstation 3, Playstation 4, Xbox 360, Xbox One, Microsoft Windows)[5]
- Star Fox Zero (2016, Wii U)[6]
- Star Fox Guard (2016, Wii U)[6]
- Teenage Mutant Ninja Turtles: Mutants in Manhattan (2016, Playstation 3, Playstation 4 Xbox 360, Xbox One, Microsoft Windows)
- Nier Automata (2017, Playstation 4, Microsoft Windows)[7]
- Scalebound (Utveckling avbruten, Xbox One)[8]

### Fotnoter
1. ↑  Wii U-versionen släpptes 2014 i en bundling med uppföljaren Bayonetta 2.
2. ↑  Microsoft Windows-versionen släpptes 2014.